# Fort Lijdzaamheid (Mozambique)
Fort Lijdzaamheid was een Nederlands VOC-fort in Mozambique van 1721 tot 1730. Het fort lag aan de noordkant van de Delagoabaai waar de Rio de la Goa uitmondt. Op deze plek zou later de Mozambikaanse hoofdstad Maputo worden gesticht.
Verschillende desastreuze factoren leidden ertoe dat de handelspost een dure mislukking werd voor de VOC.

## Geschiedenis

### Voorgeschiedenis
In 1686 strandde het VOC-fluitschip Stavenisse voor de kust van Natal. Het daaropvolgende jaar wist een deel van de schipbreukelingen de Kaap de Goede Hoop te bereiken, waar ze over Natal spraken als een land van grote rijkdommen, waaronder goud. Hierop besloten de Heren XVII handelsposten aan de Natal- en de Delagoabaai te stichten. De VOC kocht eind 1689 voor 20.000 gulden de landrechten van de Natalbaai van het lokale Xhosastamhoofd, maar op de terugreis liep de galjoot de Noord vast op de rotsen van Kaap St. Francis. Hoewel de bemanning ongedeerd bleef gingen de eigendomspapieren van het aangekochte land verloren. Toen de VOC vijftien jaar later aanspraak wilde maken op de Natalbaai bleek de zoon van wijlen stamhoofd niets van de aankoop af te weten.

### Bouw
Op 14 februari 1721 vertrokken de hoekers Gouda, Kaap en Zeelandia met ruim 100 man naar de Delagoabaai om Fort Lijdzaamheid te stichten. De landrechten van de Delagoabaai werden gekocht van het Rongastamhoofd Maphumbo, op voorwaarde dat de Ronga niet lastig werden gevallen. Het fort kocht ivoor, rijst en bijenwas voor kralen en tinnen lepels. Van het verwachte goud werden slechts verwaarloosbare hoeveelheden gevonden. Daarnaast moesten de Nederlanders concurreren met de Britten, die de Nederlandse monopolie op handel met de Ronga negeerden en hen betere prijzen aanboden voor ivoor.
Binnen enkele maanden was een groot deel van het garnizoen bezweken aan malaria en leek alles er op te wijzen dat de handelspost niet winstgevend zou zijn, maar de Heren XVII gaven de moed niet op en stuurde nog eens 10.000 pond kralen en 1200 tinnen lepels om met de Ronga te verhandelen. Ronga die in loondienst werkten voor het fort kregen anderhalve kralenketting per dag; vrouwen kregen slechts een kwart.
Op 19 april 1722 werd het fort aangevallen door zeerovers, die het fort na een kanonsgevecht dwongen tot overgave. De piraten plunderden het fort en gijzelden het opperhoofd Jean Michel. Een deel van de Nederlanders sloten zich bij de piraten aan terwijl een ander deel, onder leiding van Jan van de Capelle, zich schuilhielden bij het stamhoofd Mateke. Nadat de zeerovers op 28 juni vertrokken ontstond er een vete tussen Michel en Van de Capelle. Pas op 27 mei 1723 kreeg de VOC te horen van de overval, toen het fregat Schoteroog bij het fort arriveerde. Michel klaagde Van de Capelle aan, die door de raad van de Schoteroog uit zijn functie werd ontheven en naar Kaap de Goede Hoop werd gezonden om zich voor gouverneur Maurits Pasques de Chavonnes te verantwoorden. Van de Capelle wist zich aldaar goed te verdedigen, werd in ere hersteld en keerde op 18 mei 1724 terug naar het fort om Michel te vervangen als opperhoofd.
In 1725 bereikte Frans de Kuiper tijdens een expeditie als eerste Europeaan het tegenwoordige Krugerpark. Op 15 mei 1726 arriveerde het nieuwe opperhoofd Jan de Koning met 100 man om het fort te versterken. De Koning bezweek op 8 januari 1727 aan malaria en werd opgevolgd door Van de Capelle, zijn 2e termijn als opperhoofd.

### Einde
Fort Lijdzaamheid kostte de VOC 200.000 gulden aan uitgaven tegenover 20.000 gulden aan inkomsten. Expedities naar het binnenland liepen herhaaldelijk uit op teleurstellingen of overvallen van de Ronga en de handel werd bemoeilijkt door stammenoorlogen en malaria. In 1727 deserteerden 16 soldaten en in 1728 werd een muiterij verijdeld. 62 muiters werden gearresteerd, waarvan 39 tot de doodstraf werden veroordeeld. In 1729 werden 32 Nederlandse soldaten gedood door de Ronga en op 18 maart 1729 besloten de Heren XVII de handelspost op te heffen. Op 11 juni 1730 gaf gouverneur Jan de la Fontaine groen licht voor de afbraak van het fort. Op 27 december 1730 vertrokken de hoekers Zeepost en Snuffelaar en de brigantijn Fijenoord met alle manschappen, bouwmaterialen en handelswaren uit de Delagoabaai.

## Opperhoofden
- Willem van Taak (maart 1721 - mei 1721)
- Casparus Swertner (mei 1721 - 1722)
- Jean Michel (1722 - mei 1724)
- Jan van de Capelle (juni 1724 - 1726, 1e termijn)
- Jan de Koning (1726 - 8 januari 1727)
- Jan van de Capelle (8 januari 1727 - 27 december 1730, 2e termijn)